# Karl Bormann
Karl Bormann (23 de noviembre de 1928 en Monheim-17 de agosto de 2015 en Langenfeld) fue un historiador alemán de la filosofía. Su área de investigación fue la filosofía antigua, medieval y renacentista, en particular la obra del Cardenal católico Nicolás de Cusa.

## Resumen de la educación humanística[4]
- 1947-1949: Bachillerato de Humanidades, Graduación en la escuela de Hölderlin-Gymnasium (Colonia)
- 1949-1955: Licenciatura y doctorado de filología clásica y filosofía en la Universidad de Colonia
- 1955-1980: Disertación doctoral (1955) y habilitación (1967) en la Universidad de Colonia
- 1980-1994: Catedrático de filosofía en la Universidad de Colonia y miembro de varias institutiones:
  - Desde 1954: Instituto de Investigación de Tomás de Aquino en Colonia[6]
  - Desde 1969: Comisión Cusanus de la Academia de las Ciencias de Heidelberg[2]
  - Desde 1985: International Center for Platonic and Aristotelian Studies[7]

## Carrera académica y actividades
Debido a la Segunda Guerra Mundial, Bormann pasó parte de su juventud en sótanos protectores, que también se llamaban catacumbas porque allí se celebraba la Santa Misa. Después de la guerra se graduó en el Hölderlin-Gymnasium en el distrito de Colonia, Mülheim. Esta escuela secundaria con un enfoque de humanidades en latín y griego antiguo era conocida por el hecho de que varios miembros del cuerpo de profesores se habían negado a implementar los planes de estudio de la dictadura nazi. 

Luego comenzó a estudiar humanidades en la Universidad de Colonia. Después de estudiar filosofía y filología clásica con Josef Koch (filosofía), Günter Jachmann (latín) y Josef Kroll (griego), Bormann recibió su doctorado en Colonia en 1955 con una tesis sobre el helenista judío Filón de Alejandría. Filón se había fijado el objetivo de probar que Platón estaba en la tradición de Moisés en el Antiguo Testamento y que defendía en su escrito De opificio mundi la compatibilidad del relato bíblico de la creación con el Timeo platónico. En el período de la posguerra, la investigación de Filón de Alejandría había sido impulsada por la descripción general de dos volúmenes de Harry Austryn Wolfson con el título Philo: Foundations of Religious Philosophy in Judaism, Christianity, and Islam (Harvard University Press 1948). La disertación de Bormann sobre la teoría de las ideas y del logos de Filón de Alejandría representa un examen exhaustivo y en detalle muy crítico de las tesis de Wolfson en relación con el concepto del logos, que es igualmente central para el platonismo y el cristianismo. Antes de completar su tesis doctoral, a principios de 1954, Josef Koch ya lo había traído al "Thomas-Institut" como asistente de investigación. A mediados de 1959 se convirtió en asistente en el Seminario Filosófico de la Universidad de Colonia durante seis años. La habilitación tuvo lugar, con el apoyo de una beca de habilitación de la Fundación Alemana de Investigación, el 8 de febrero de 1967 con una investigaciones sobre los fragmentos de Parménides. Este trabajo ofrece una interpretación filosófico-filológica sobria y muy detallada de los testimonios sobrevivientes del presocrático. Al examinar críticamente estudios influyentes, especialmente los de Harold Cherniss y Leonardo Tarán, Bormann está principalmente interesado en enfatizar el valor de los informes antiguos y tardíos sobre Parménides y usarlos para su propia interpretación. En marzo de 1970, Karl Bormann se convirtió por primera vez en profesor adjunto y, unos meses más tarde, en asesor científico y profesor. Diez años después, en 1980, fue nombrado Catedrático de universidad. En el período posterior a su habilitación, escribió, entre otras cosas, una introducción a la filosofía de Platón, que todavía se usa ampliamente, con un claro enfoque en la metafísica platónica. Ya en 1970, Bormann fue nombrado miembro del consejo asesor de la Sociedad Cusanus y de la Comisión Cusanus de la Academia de Ciencias de Heidelberg, que supervisa no solo la edición de la "Opera Omnia" de Nicolás de Cusa, sino también la traducción en el idioma alemán. Hasta su jubilación en 1994 y más allá, Karl Bormann se dedicó en particular al desarrollo y a la traducción de este filósofo, teólogo y matemático del siglo XV en la tradición neoplatónica y cristiana. 

Además de dominar idiomas antiguos como el griego, el latín y el hebreo, también se sabe que Bormann dominaba idiomas modernos como el inglés, el francés, el italiano y el español.
En 2010, Bormann apoyó los esfuerzos para la beatificación del sacerdote mártir de Monheim, Franz Boehm, quien fue deportado al campo de concentración de Dachau por su resistencia al régimen nazi, donde murió en febrero de 1945. Bormann era monaguillo en el momento del arresto, por lo que podía describir la personalidad del sacerdote a partir de la propia experiencia. Le apreció sobre todo como persona cuando describía a su párroco en una conferencia como "servicial, profundamente religioso, concienzudo, estricto e intransigente".

## Escritos (selección) como autor
- Die Ideen- und Logoslehre Philons von Alexandrien. Eine Auseinandersetzung mit H. A. Wolfson. Köln 1955 (Disertación doctoral).
- Parmenides. Untersuchungen zu den Fragmenten. Meiner, Hamburg 1971 (Habilitation).
- Platon. Alber, Freiburg im Breisgau 1973; nueva 4.ª Edición 2003, ISBN 3-495-48094-3.
- The Interpretation of Parmenides by the Neoplatonist Simplicius. In: The Monist. 62. 1979, pp. 30-42.
- “Omne ens est bonum”: ethical character and social responsibility. In: Du Vrai, du Beau, du Bien. Études philosophiques presentées à Évanghelos Moutsopoulos. París 1990, pp. 228-249.
- Is there a unity of contemporary society? In: Energeia. Études aristotéliciennes offertes à Mgr. Antonio Jannone. París 1986, pp. 387-400. (Centre international d’études platoniciennes et aristotéliciennes, Publications – series “Recherches”, n.º 1)

## Escritos (selección) como editor y traductor
- Nikolaus von Kues: Philosophisch-theologische Werke. Lateinisch-deutsch. Volume III, De beryllo, Meiner, Hamburg 2002, ISBN 978-3-7873-1624-3
- Platón: Der Staat. Über das Gerechte. Traducido y explicado por Otto Apelt. Revisado y anotado por Karl Bormann. Introducción de Paul Wilpert. 8.ª edición, Meiner, Hamburg 1961 (Philosophische Bibliothek 80), ISBN 978-3-7873-0930-6
- Philon von Alexandria: Über die Freiheit des Tüchtigen. Über das betrachtende Leben. Über die Unvergänglichkeit der Welt. (traducción). En: Philo von Alexandria: Die Werke in deutscher Übersetzung. Band VII, de Gruyter, Berlín 1964.[12]
- Nikolaus von Kues: Nicolai de Cusa opera omnia. Iussu et auctoritate Academiae Litterarum Heidelbergensis ad codicum fidem edita. (Edición histórica-crítica completa de la Academia de Heidelberg), Meiner, Hamburg
  - Vol. 3: De coniecturis, 1972, ISBN 978-3-7873-0218-5
  - Vol. 10: Opuscula II; Fasc. 2a, 1994, ISBN 978-3-7873-1075-3
  - Vol. 10: Opuscula II; Fasc. 2b, 1988, ISBN 978-3-7873-0750-0
  - Vol. 11/1: De beryllo, 1988, ISBN 978-3-7873-0749-4
  - Vol. 11/3: Compendium, 1964, ISBN 978-3-7873-0192-8
- Nikolaus von Kues: Schriften des Nikolaus von Kues in deutscher Übersetzung. Meiner, Hamburg.
  - Número 2: Über den Beryll: Lateinisch–deutsch. 1976, 4.ª Edición 2002 (Philosophische Bibliothek 295), ISBN 978-3-7873-1608-3
  - Número 16: Kompendium. Kurze Darstellung der philosophisch-theologischen Lehren. 4.ª Edición 1996 (Philosophische Bibliothek 267), ISBN 978-3-7873-1190-3
  - Número 23: Tu quis es (De principio). Über den Ursprung. nueva edición 2001 (Philosophische Bibliothek 487), ISBN 978-3-7873-1271-9
  - Número 24: De venatione sapientiae. Die Jagd nach Weisheit. nueva edición 2003 (Philosophische Bibliothek 549), ISBN 3-7873-1626-4
- Diadochus, Proclus; de Cusa, Nicolaus (1986). «Expositio in Parmenidem Platonis». Winter, Heidelberg. Consultado el 23 de diciembre de 2022.